# Festival de la fiction TV de La Rochelle 2023
 (octobre 2024).
La mise en forme du texte ne suit pas les recommandations de Wikipédia : il faut le « wikifier ».
Les points d'amélioration suivants sont les cas les plus fréquents :
- Les titres sont pré-formatés par le logiciel. Ils ne sont ni en capitales, ni en gras.
- Le texte ne doit pas être écrit en capitales (les noms de famille non plus), ni en gras, ni en italique, ni en « petit »…
- Le gras n'est utilisé que pour surligner le titre de l'article dans l'introduction, une seule fois.
- L'italique est rarement utilisé : mots en langue étrangère, titres d'œuvres, noms de bateaux, etc.
- Les citations ne sont pas en italique mais en corps de texte normal. Elles sont entourées par des guillemets français : « et ».
- Les listes à puces sont à éviter, des paragraphes rédigés étant largement préférés. Les tableaux sont à réserver à la présentation de données structurées (résultats, etc.).
- Les appels de note de bas de page (petits chiffres en exposant, introduits par l'outil «  Source ») sont à placer entre la fin de phrase et le point final[comme ça].
- Les liens internes (vers d'autres articles de Wikipédia) sont à choisir avec parcimonie. Créez des liens vers des articles approfondissant le sujet. Les termes génériques sans rapport avec le sujet sont à éviter, ainsi que les répétitions de liens vers un même terme.
- Les liens externes sont à placer uniquement dans une section « Liens externes », à la fin de l'article. Ces liens sont à choisir avec parcimonie suivant les règles définies. Si un lien sert de source à l'article, son insertion dans le texte est à faire par les notes de bas de page.
- La présentation des références doit suivre les conventions bibliographiques. Il est recommandé d'utiliser les modèles {{Ouvrage}}, {{Chapitre}}, {{Article}}, {{Lien web}} et/ou {{Bibliographie}}. Le mode d'édition visuel peut mettre en forme automatiquement les références.
- Insérer une infobox (cadre d'informations à droite) n'est pas obligatoire pour parachever la mise en page.

Pour une aide détaillée, merci de consulter Aide:Wikification.
Si vous pensez que ces points ont été résolus, vous pouvez retirer ce bandeau et améliorer la mise en forme d'un autre article.
La 25e édition du Festival de la fiction a lieu du 12 au 17 septembre 2023 à La Rochelle.

## Jury
Le jury 2023 est composé de :
- Audrey Fleurot, actrice, présidente
- Laure de Butler, réalisatrice
- Gaia Guasti, actrice
- Constance Labbé, actrice
- François Liétout,
- Sophie Révil, productrice
- Medi Sadoun, acteur

## Palmarès
Le jury a décerné les prix suivants, :
- Meilleur téléfilm : Drone Games d’Olivier Abbou (Amazon Prime Video)
- Meilleure mini série de 52/90 minutes : Follow (13e rue)
- Meilleure série de 26 minutes : Parlement, saison 3 (France Télévisions)
- Meilleure série de moins de 20 minutes : Océan : Faire famille (France Télévisions)
- Meilleure fiction européenne : Carmen Curlers (Danemark)
- Meilleure réalisation : Jérôme Bonnell pour À la joie (Arte)
- Meilleur scénario : Géraldine De Margerie, Alice Vial, Marie Lelong, Alicia Pratx pour Loulou (Arte)
- Meilleure musique : Philippe Jakko pour Les Espions de la terreur
- Meilleure interprétation féminine : Louise Massin pour Loulou (Arte)
- Meilleure interprétation masculine : Pablo Pauly pour À la joie (Arte)
- Prix jeune espoir féminin Adami : Amel Charif pour À la joie (Arte)
- Prix jeune espoir masculin Adami : Oussama Kheddam pour Loulou (Arte)